# Fatal Fury: La leggenda del lupo famelico
Fatal Fury: La leggenda del lupo famelico (バトルファイターズ 餓狼伝説?, Batoru Faitāzu Garō Densetsu) è uno speciale televisivo anime basato sul videogioco picchiaduro Fatal Fury. È stato originariamente trasmesso su Fuji TV il 3 dicembre 1992. Lo speciale è stato diretto da Hiroshi Fukutomi ed è caratterizzato dal character design di Masami Ōbari. Un adattamento in lingua inglese è stato curato dalla Viz Communications, mentre quello in lingua italiana dalla Yamato Video, che lo ha pubblicato direttamente in VHS nel 1996 ed in seguito lo ha trasmesso l'11 giugno 2011 su Man-ga.

## Trama
Terry e il suo fratello minore, Andy, vivevano felicemente con il loro padre, Jeff Bogard, considerato uno dei migliori combattenti di Southtown. Jeff si allenava nelle arti marziali seguendo lo stile Hakkyokuseiken, sotto la guida del maestro Tung Fu Rue. Insieme con lui, si allenava un suo amico, il cui nome era Geese Howard, che era più forte di Jeff ma aveva ambizioni malvagie. Vedendo tutto ciò, Tung Fu Rue decise di insegnare i segreti del suo stile a Jeff, che era costantemente spinto dalla voglia di superare le sue abilità. Questo causò la rabbia di Geese, che gli giurò vendetta. Anni dopo, Geese divenne l'uomo più potente di Southtown, grazie alle sue imprese criminali ed i molti guadagni derivanti da esse. Ma non aveva dimenticato l'offesa subita anni prima e, un giorno, uccise Jeff in un combattimento. Terry e Andy, ormai orfani, decisero di separare le loro strade, di allenarsi ognuno in un proprio stile di combattimento per poi tornare un giorno ed avere la loro giusta vendetta su Geese. Mentre Andy volò fino in Giappone per imparare la mortale arte del Kopoken, Terry decise di rimanere a Southtown e fronteggiare il suo destino sulle dure strade della città dove avrebbe imparato i segreti della lotta.
Equipaggiato unicamente con i guanti lasciatogli dal padre e dall'inseparabile berretto, Terry vagabondò per le strade di Southtown, ed iniziò ad allenenarsi in differenti arti marziali, unendo le nuove tecniche con quelle che aveva appreso dal padre. Vivendo emarginato da tutti, Terry riuscì a sopravvivere nelle infernali strade di Southtown, e cominciò ad adattarsi a quella vita dopo anni di allenamento e di sopravvivenza stentata. Terry crebbe, e la combinazione di diverse arti marziali da lui creata lo fece diventare un pericoloso avversario per chiunque.
Terry attese il ritorno del fratello, Andy, ma quando arrivò, non lo vide tornare solo. Aveva portato con sé un amico, un kickboxer giapponese chiamato Joe Higashi. Il trio convenne di partecipare al torneo di King of Fighters, che Geese organizzava ogni anno per eliminare qualsiasi possibile nemico.
Altri grandi lottatori del torneo erano Michael Max, pugile in cerca di gloria che si allena a Sound Beach, Tung Fu Rue, anziano maestro di arti marziali dei fratelli Bogard, Cheng Sinzan, Duck King, artista Hip Hop e veloce combattente a ritmo di musica, Richard Meyer, proprietario del PAO PAO cafè, Hwa Jai, Raiden e Billy Kane.
Terry entrò nel torneo, e cominciò a mostrare ben presto come lui fosse la minaccia più pericolosa per Geese. Spazzò via dalla sua strada Billy, il campione che Geese aveva allenato e che aveva il compito di sconfiggere chiunque arrivasse fino al match finale. Dopo la sconfitta di Billy, Terry vinse il torneo ed arrivo da Geese, nell'ultimo piano del suo grattacielo. Geese sbeffeggiò Terry dicendo che lui era ancora troppo giovane e debole per combattere contro di lui. Terry gli promise che avrebbe ottenuto la vendetta desiderata, e lottò contro Geese. Comunque, diversamente da Andy, Terry non combatteva soltanto per vendicarsi: lui lottava anche perché il piacere della battaglia, dello sconfiggere avversari degni di lui e del divertirsi combattendo piuttosto che sentirsi obbligato a vincere. Questo, unito con alcune nuove tecniche che aveva imparato, fu il fattore che portò Terry alla vittoria, e con il colpo finale, catapultò Geese fuori dalla finestra, facendolo precipitare verso il suo destino.

## Personaggi e doppiatori
Il doppiaggio italiano è stato effettuato presso lo studio S.E.D.E. di Milano.
| Personaggio  | Doppiatore originale                                 | Doppiatore italiano                        |
| ------------ | ---------------------------------------------------- | ------------------------------------------ |
| Terry Bogard | Kazukiyo Nishikiori Tsutomu Kashiwakura (da bambino) | Patrizio Prata Irene Scalzo (da bambino)   |
| Andy Bogard  | Keiichi Nanba Tomoko Maruo (da bambino)              | Claudio Moneta Monica Bonetto (da bambino) |
| Joe Higashi  | Masaaki Satake                                       | Gabriele Calindri                          |
| Billy Kane   | Daiki Nakamura                                       | Nicola Bartolini Carrassi                  |
| Geese Howard | Hidekatsu Shibata                                    | Orlando Mezzabotta                         |
| Lily McGuire | Kikuko Inoue                                         | Dania Cericola                             |
| Tung Fu Rue  | Kōji Yada                                            | Antonio Paiola                             |

## Colonna sonora
Sigla di chiusura
- Fly Away (lett. "Vola via") cantata da Megumi Yuuki

## Accoglienza
Davide Landi di MangaForever lo ha classificato come il secondo migliore anime basato su videogiochi picchiaduro.